# Dag-Ernst Petersen
Dag-Ernst Petersen (* 25. September 1942 in Köln; † 16. Juli 2025 in Wolfenbüttel) war ein deutscher Buch- und Papier-Restaurator, Einbandforscher und Autor.

## Leben
Dag-Ernst Petersen wuchs in Düsseldorf-Kaiserswerth auf. Sein Vater war der Buchbindermeister und Restaurator Heinz Petersen. Nach seinem Abitur 1963 erlernte der den Beruf eines Buchbinders. Während der Lehrzeit arbeitete er in der Restaurierungswerkstatt der Bayerischen Staatsbibliothek München. Als Geselle arbeitete er in der Legatoria Artistica in Ascona. Er absolvierte ein Praktikum an der Österreichischen Nationalbibliothek. 1967 und 1969 arbeitete er jeweils für mehrere Monate in Florenz, um an der Biblioteca Nazionale Centrale bei der Rettung der durch die Überschwemmungen des Arno geschädigten Bibliotheksbestände Hilfe zu leisten. An der École Estienne in Paris studierte er das Handvergolden. Er legte die Meisterprüfung im Buchbinderhandwerk in München ab. Danach absolvierte er in Neumünster eine Ausbildung zum Chemotechniker.
1973 wurde er als Restaurator an der Herzog August Bibliothek in Wolfenbüttel angestellt. Er leitete dort zusammen mit Gerta Frantzen und Adolf Flach die Restaurierungswerkstatt. 1974 entwickelte er zusammen mit Kollegen aus Niedersachsen einen Entwurf einer „Ausbildungsordnung für den Buch-, Archivalien- und Graphikrestaurator“, der allerdings nicht umgesetzt wurde. Daraufhin wurde von ihm in Wolfenbüttel eine 18 Monate dauernde Fortbildung in Theorie und Praxis für gelernte Buchbinder zum Restaurator eingerichtet. Ab 1987 bis zu seinem Ruhestand 2006 leitete er die Restaurierungswerkstatt dann allein. Er führte weiterhin Lehrveranstaltungen im Bereich Restaurierung zum Beispiel von Pergament oder Verlagseinbänden durch, sowie zur Geschichte des Einbandes, der Materialien und der Techniken im 19. Jahrhundert, unter besonderer Berücksichtigung der Vergoldung.
Er war Mitglied der Geschäftsführung des Arbeitskreises für die Erfassung, Erschließung und Erhaltung historischer Bucheinbände (AEB).
2011 veranlasste er eine gründliche Bestandsaufnahme der von seinem Vater angelegten Buntpapiersammlung, die im Anschluss daran im Oktober 2013 vom Deutschen Buch- und Schriftmuseum der Deutschen Nationalbibliothek erworben wurde. Sie ist als Sammlung Heinz Petersen öffentlich zugänglich.

## Auszeichnungen
- 2001: Verdienstorden des Freistaates Sachsen (für die Restaurierung des Dresdner Sachsenspiegels)

## Schriften
- (mit anderen): Gebunden in der Dampfbuchbinderei: Buchbinden im Wandel des 19. Jahrhunderts, Herzog August Bibliothek, Wolfenbüttel 1994, ISBN 3-447-03507-2
- (mit Georg Ruppelt): Bildkalender Die Kunst des Bucheinbands aus der Herzog August Bibliothek Wolfenbüttel, Brönner, Frankfurt a. M. 1991
- (als Hrsg.): Das alte Buch als Aufgabe für Naturwissenschaft und Forschung, Jacobi, Bremen 1977, ISBN 3-87447-130-6
- Mittelalterliche Bucheinbände der Herzog August Bibliothek, Herzog August Bibliothek, Wolfenbüttel 1975
- Restauriergeschichte(n). In: Bestandserhaltung in Europa und Ostasien: Festschrift für Reinhard Feldmann. Harrassowitz, Wiesbaden 2021. (Beiträge zum Buch- und Bibliothekswesen; 68) ISBN 978-3-447-11707-4